# Turm von Vaurseine

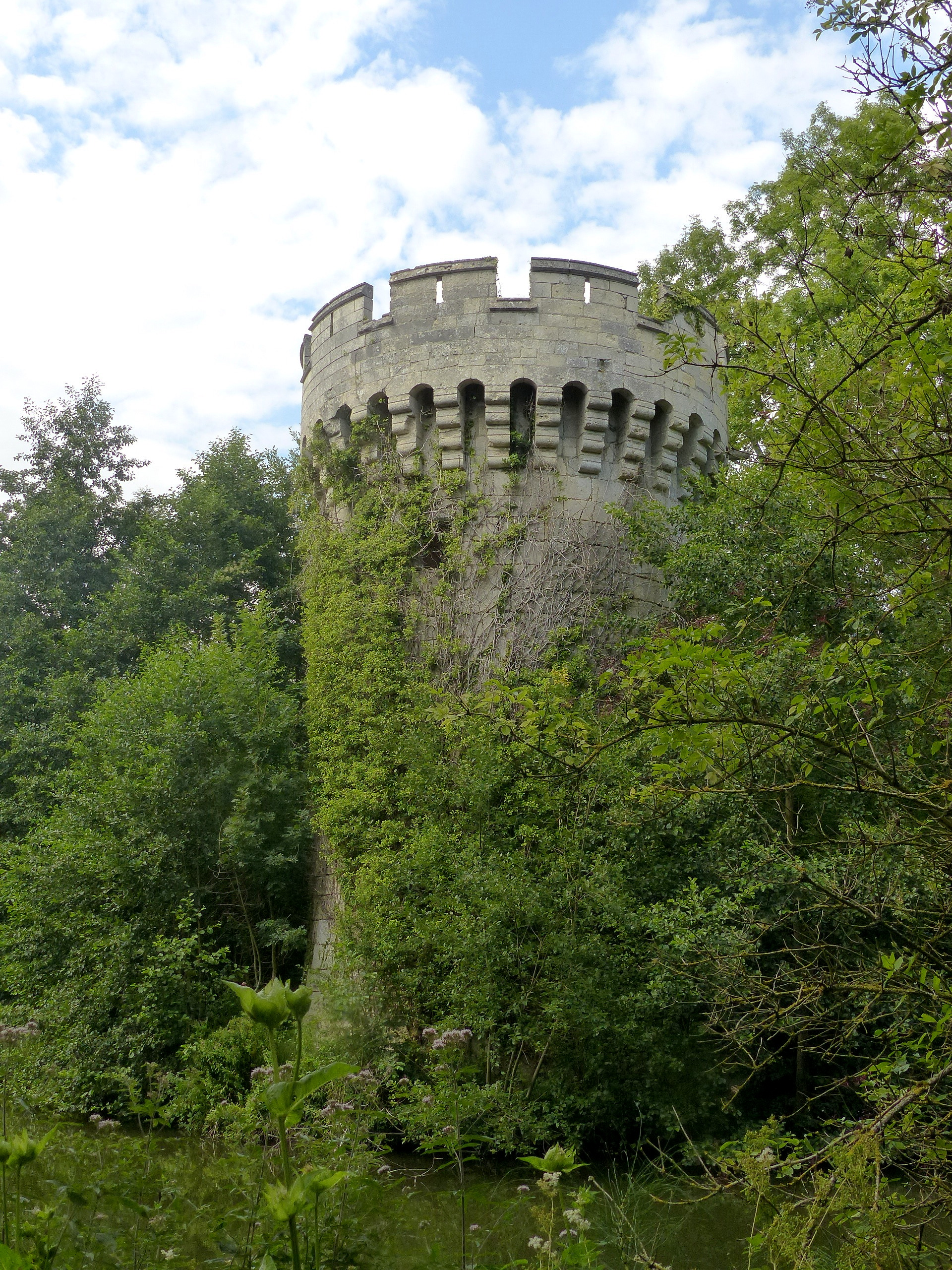
Turm von Vaurseine

Der Turm von Vaurseine befindet sich östlich von Vaurseine und zwölf Kilometer südöstlich von Laon. Er ist der letzte Rest einer mittelalterlichen Burg von Vaurseine, die auf einer kleinen Insel in einem künstlichen See lag. Angeblich stammt er aus dem 15. Jahrhundert; einige Elemente lassen jedoch eine Entstehung schon im 13. Jahrhundert vermuten. Er ist teilweise rekonstruiert. Der Turm hat einen runden Grundriss. Er befindet sich in Privatbesitz und ist nicht öffentlich zugänglich.
Im Ersten Weltkrieg benannten deutsche Soldaten den Turm nach Bismarck. Eine Inschrift mit dem Text „1815 / Bismarck-Turm / 1915“ wurde nach dem Krieg wieder entfernt.